# Cameron (Virginia Occidental)
Cameron es una ciudad ubicada en el condado de Marshall en el estado estadounidense de Virginia Occidental. En el Censo de 2010 tenía una población de 946 habitantes y una densidad poblacional de 419,35 personas por km².

## Geografía
Cameron se encuentra ubicada en las coordenadas 39°49′50″N 80°34′11″O / 39.83056, -80.56972. Según la Oficina del Censo de los Estados Unidos, Cameron tiene una superficie total de 2.26 km², de la cual 2.22 km² corresponden a tierra firme y (1.38%) 0.03 km² es agua.

## Demografía
Según el censo de 2010, había 946 personas residiendo en Cameron. La densidad de población era de 419,35 hab./km². De los 946 habitantes, Cameron estaba compuesto por el 98.63% blancos, el 0.21% eran afroamericanos, el 0% eran amerindios, el 0.42% eran asiáticos, el 0% eran isleños del Pacífico, el 0% eran de otras razas y el 0.74% pertenecían a dos o más razas. Del total de la población el 0.63% eran hispanos o latinos de cualquier raza.